# Campeonato del Mundo de patinaje de velocidad en línea 2005
El Campeonato Mundial de patinaje de velocidad en línea de 2005 tuvo lugar del 26 de agosto al 2 de septiembre de 2005 en Suzhou, República Popular China. Fue el la primera ocasión que la que China organizó el campeonato mundial.

## Mujeres
| Distancia                   | Oro               | Plata            | Bronce            |
| Pista                       | Pista             | Pista            | Pista             |
| --------------------------- | ----------------- | ---------------- | ----------------- |
| 300 m Contrarreloj          | Jennifer Caicedo  | Maria Laura Orru | Estelle Flourens  |
| 500 m Sprint                | Berenice Moreno   | Maria Laura Orru | Jennifer Caicedo  |
| 1.000 m Sprint              | Brigitte Méndez   | Maria Laura Orru | Estelle Flourens  |
| 10.000 m Puntos/Eliminación | Simona Di Eugenio | Nadine Gloor     | Hyo-Sook Woo      |
| 15.000 m Eliminación        | Alexandra Vivas   | Melisa Bonnet    | Kelly Martínez    |
| 3.000 m Relevos             | Colombia          | Corea del Sur    | Argentina         |
| Ruta                        |                   |                  |                   |
| 200 m Contrarreloj          | Maria Laura Orru  | Jennifer Caicedo | Andrea González   |
| 500 m Sprint                | Jennifer Caicedo  | Andrea González  | Maria Laura Orru  |
| 10.000 m Puntos             | Kelly Martínez    | Yi-Chin Pan      | Melisa Bonnet     |
| 20.000 m Eliminación        | Brigitte Méndez   | Alexandra Vivas  | Nathalie Barbotin |
| 10.000 m Relevos            | Colombia          | Francia          | Argentina         |
| Larga distancia             |                   |                  |                   |
| 42.195 m Marathon           | Liana Holguín     | Brigitte Méndez  | Natalia Artero    |

## Hombres
| Distancia                   | Oro               | Plata             | Bronce           |
| Pista                       | Pista             | Pista             | Pista            |
| --------------------------- | ----------------- | ----------------- | ---------------- |
| 300 m Contrarreloj          | Gregorio Duggento | Kalon Dobbin      | Thomas Boucher   |
| 500 m Sprint                | Joey Mantia       | Patrizio Triberio | Juan Nayib Tobón |
| 1.000 m Sprint              | Pascal Briand     | Fabio Francolini  | Michael Byrne    |
| 10.000 m Puntos/Eliminación | Dasol Kwon        | Nelson Garzón     | Yoo-Jong Nam     |
| 15.000 m Eliminación        | Alexis Contin     | Fabio Francolini  | Matteo Amabili   |
| 3.000 m Relevos             | Francia           | Corea del Sur     | Nueva Zelanda    |
| Ruta                        |                   |                   |                  |
| 200 m Contrarreloj          | Gregorio Duggento | Kalon Dobbin      | Wouter Hebbrecht |
| 500 m Sprint                | Kalon Dobbin      | Thomas Boucher    | Juan Nayib Tobón |
| 10.000 m Puntos             | Nelson Garzón     | Yann Guyader      | Alain Gloor      |
| 20.000 m Eliminación        | Joey Mantia       | Nelson Garzón     | Alexis Contin    |
| 5.000 m Relevos             | Francia           | Nueva Zelanda     | Estados Unidos   |
| Larga distancia             |                   |                   |                  |
| 42.195 m Marathon           | Joey Mantia       | Julián Rivera     | Jorge Cifuentes  |

## Medallero
| Pos. | País               | Oro | Plata | Bronce | Total |
| ---- | ------------------ | --- | ----- | ------ | ----- |
| 1.   | Colombia           | 11  | 6     | 5      | 22    |
| 2.   | Italia             | 4   | 6     | 2      | 12    |
| 3.   | Francia            | 4   | 3     | 5      | 12    |
| 4.   | Estados Unidos     | 3   | 0     | 1      | 4     |
| 5.   | Nueva Zelanda      | 1   | 3     | 2      | 6     |
| 6.   | Corea del Sur      | 1   | 2     | 3      | 6     |
| 7.   | Argentina          | 0   | 2     | 4      | 3     |
| 8.   | Suiza              | 0   | 1     | 1      | 2     |
| 9.   | República de China | 0   | 1     | 0      | 1     |
| 10.  | Bélgica            | 0   | 0     | 1      | 1     |

- Datos: Q18625967